# Цзен Ґоцян
Цзен Ґоцян (18 березня 1965) — китайський важкоатлет.
Олімпійський чемпіон 1984 року в категорії 52 кг.